# Orchis. Monatsschrift der Deutschen Gesellschaft für Orchideenkunde
Orchis. Monatsschrift der Deutschen Gesellschaft für Orchideenkunde (abreviado Orchis) fue una revista ilustrada con descripciones botánicas que fue editada en Alemania en los años  1906-1920.